# Arthur Keith, 10. Earl of Kintore

Wappen des Arthur Keith, 10. Earl of Kintore

Arthur George Keith, 10. Earl of Kintore (geborener Keith-Falconer, * 5. Januar 1879 in Keith Hall, Aberdeenshire; † 25. Mai 1966 in London) war ein britischer Peer und Offizier.

## Leben
Arthur George Keith-Falconer wurde als zweiter Sohn von Algernon Keith-Falconer, 9. Earl of Kintore, aus dessen Ehe mit Lady Sydney Charlotte Montagu, Tochter des George Montagu, 6. Duke of Manchester, geboren.
Er trat in die British Army ein, kämpfte als Offizier der Cameron Highlanders im Zweiten Burenkrieg, diente im Ersten Weltkrieg bei den Scots Guards (Special Reserves) und erreichte dort den Rang eines Captain.
Da sein älterer Bruder Ian 1897 kinderlos gestorben war, erbte er beim Tod des Vaters 1930 dessen Adelstitel als 10. Earl of Kintore, 10. Lord Keith of Inverurie and Keith Hall, 12. Lord Falconer of Halkerton sowie 4. Baron Kintore und wurde dadurch Mitglied des House of Lords.
Er verkürzte seinen Familiennamen von Keith-Falconer zu Keith.
1937 heiratete er die US-amerikanische Erbin Helena Montagu (1878–1971), geschiedene Exgattin des William Montagu, 9. Duke of Manchester. Die Ehe blieb kinderlos.
Seit er 1966 starb, ruht mangels eines männlichen Nachkommen sein Titel Lord Falconer of Halkerton und sein Titel Baron Kintore erlosch, seine übrigen Titel fielen an seine Schwester Sydney, Gattin des John Baird, 1. Viscount Stonehaven.